# Fraternidad San Carlos
La Fraternidad Sacerdotal de los Misioneros de San Carlos Borromeo (en latín: Fraternitas Sacerdotalis missionariorum Sancto Carolo Borromeo), más conocida como Fraternidad San Carlos, es una sociedad de vida apostólica de la Iglesia católica fundada en 1985 por Massimo Camisasca, nacida en el carisma del movimiento de Comunión y Liberación. Los miembros de esta sociedad añaden a sus nombres las siglas F.S.C.B.

## Historia

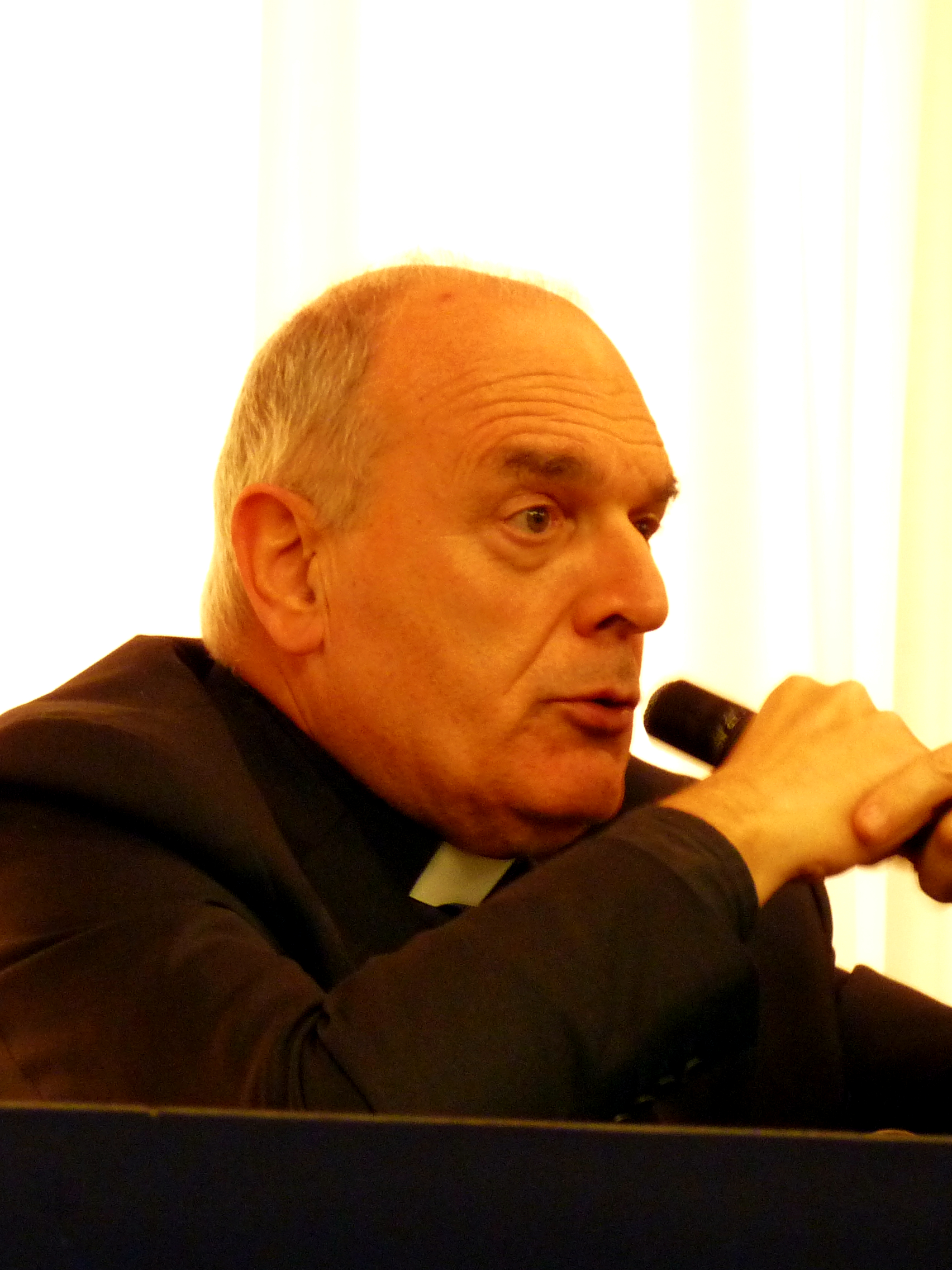
Massimo Camisasca (1946-), fundador de la Fraternidad San Carlos.

La comunidad nace del carisma de Luigi Giussani, cuando en la celebración del trigésimo aniversario del Movimiento de Comunión y Liberación el papa Juan Pablo II dijo lo siguiente: «Id por todo el mundo y llevar la verdad, la belleza y la paz, que se reúnen en Cristo Redentor». Las palabras del Papa fueron la chispa que dio origen al núcleo original de la Sociedad de San Carlos.
La Sociedad fue fundada específicamente el 14 de septiembre de 1985 por Massimo Camisasca con el nombre de Fraternidad Sacerdotal de los Misioneros de San Carlos Borromeo. Fue erigida como sociedad de vida apostólica de derecho diocesano en 1989, con la aprobación del cardenal Ugo Poletti. El 19 de marzo de 1999 recibió la aprobación pontificia de parte del papa Juan Pablo II. El fundador se desempeñó como superior los primeros años de la Fraternidad.

## Actividades y presencia

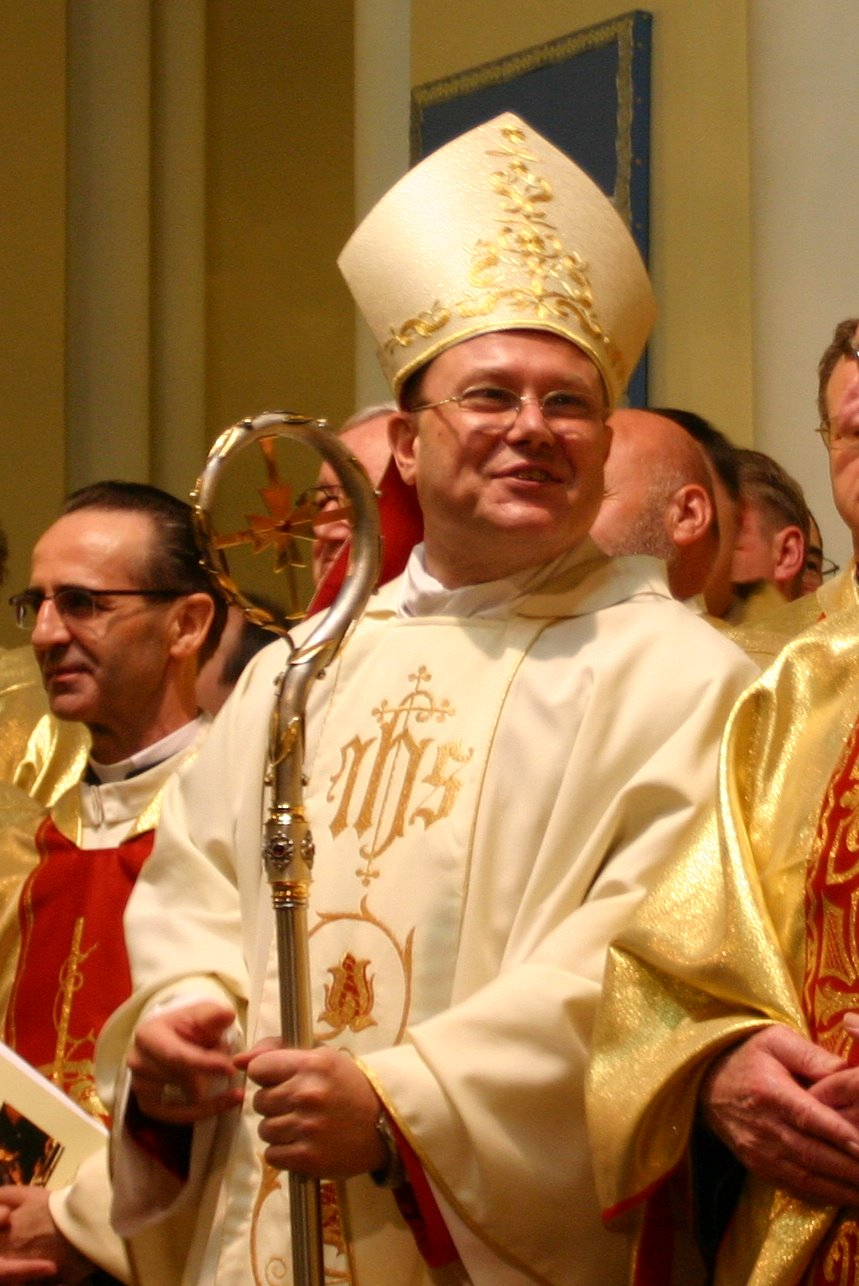
Paolo pezzi (1960-), arzobispo católico de Moscú, es actualmente uno de los miembros más famosos de la Fraternidad.

Siguiendo el carisma del movimiento de Comunión y Liberación, el objetivo de la Sociedad es la formación de sacerdotes misioneros de las diócesis de todo el mundo, a petición de los obispos que están en necesidad. Normalmente los jóvenes que piden ingresar a la Fraternidad provienen del movimiento. Los sacerdotes son enviados en grupos de dos, tres o más; comparten la misma casa y están destinados en general a permanecer mucho tiempo en la diócesis donde se les exija. Según la descripción del Anuario Pontificio, los miembros de la Fraternidad se dedican a la evangelización y la educación en la fe a través del ministerio sacerdotal, sobre todo donde se hace necesaria la implantación de una nueva iglesia. Hacen hincapié en la re-evangelización de Europa y el Occidente.
Los Misioneros de la fraternidad son unos 146, de los cuales 105 son sacerdotes, repartidos en unas 25 misiones presentes en Alemania, Austria, Canadá, Chile, España, Estados Unidos, Hungría, Italia, México, Paraguay, Portugal y República Checa, Rusia y Taiwán.  La sede general se encuentra en Roma y el actual superior general es el sacerdote italiano Paolo Sottopiedra (2013).
En 2005, Massimo Camisasca fundó a las Hermanas Misioneras de San Carlos Borromeo, rama femenina de Fraternidad. Gino Reali, obispo de Porto-Santa Rufina, las aprobó como una Asociación de fieles de derecho diocesano el 25 de marzo de 2007.

## Misioneros de la Fraternidad ilustres
- Massimo Camisasca (1946- ), fundador de la Fraternidad, escritor y, desde 2012, obispo de Reggio Emilia-Guastalla.[4]
- Paolo Pezzi (1960- ), nombrado por el papa Benedicto XVI arzobispo católico de Moscú.